# 3875 Staehle
A 3875 Staehle (ideiglenes jelöléssel 1988 KE) a Naprendszer kisbolygóövében található aszteroida. Eleanor F. Helin fedezte fel 1988. május 17-én.